# عاشقانه نیمه‌شب در آموزشگاه
عاشقانه نیمه‌شب در آموزشگاه (انگلیسی: The Midnight Romance in Hagwon; کره‌ای: 졸업) یک مجموعه تلویزیونی محصول کره جنوبی به نویسندگی پارک کیونگ هوا، به کارگردانی آن پان سوک و با بازی جونگ ریو وون و وی ها جون است. این مجموعه از ۱۱ مه تا ۳۰ ژوئن ۲۰۲۴، روزهای شنبه و یکشنبه ساعت ۲۱:۲۰ (کی‌اس‌تی) از تی‌وی‌ان پخش شد. این مجموعه همچنین برای استریم در تیوینگ در کره جنوبی و ویکی و ویو در مناطق منتخب قابل دسترسی است.

## بازیگران
- جونگ ریو وون در نقش سو هه جین[۳]
- وی ها جون در نقش لی جون هو[۳]